# Feldberg
Feldberg je s visinom od 1.493 metara najviša planina u Schwarzwaldu. Nalazi se u jugozapadnoj njemačkoj pokrajini Baden-Württembergu. Feldberg je ujedno i najviši vrh svih njemačkih planina izvan Alpi.
Nalazi jugoistočno od grada Freiburga, i okružen je mjestima Hinterzarten, Titisee-Neustadt, Menzenschwand, Bernau i Todtnaua. 

## Turizam
S vrha Feldberga se pruža posebno u zimskim mjesecima lijep panoramski pogled na Alpe. Ukupno se na Feldbergu nalazi 28 žičara.

## Vanjske poveznice
|  | Zajednički poslužitelj ima još gradiva o temi Feldberg |

- Naturschutzzentrum Südschwarzwald